# Новодевичьи Горы
Новоде́вичьи Го́ры — деревня в Гагинском районе Нижегородской области. Входит в состав Гагинского сельсовета.

## Население
| 2002 | 2010 |
| ---- | ---- |
| 23   | ↘11  |

## Улицы
- ул. Кооперативная,
- ул. Луговая,
- ул. Пролетарская.